# Jim Wynorski
Jim Wynorski est un acteur, producteur, réalisateur et scénariste américain, né le 14 août 1950 à Glen Cove, dans l'État de New York, (États-Unis).

## Biographie
Jim Wynorski réalise des films d'exploitation depuis le milieu des années 1980. En 2018, il est crédité de quelque cent-trois films en tant que réalisateur. Si ses premiers longs-métrages sont exploités en salle, la majeure partie de ses dernières réalisations sortent directement sur le marché vidéo ou sont diffusées sur le câble.
Il utile souvent des pseudonymes comme Jay Andrews, Arch Stanton, H.R. Blueberry, Tom Popatopolis ou Noble Henry.
Le plus souvent, ses films parodient les films d'horreur. Ainsi Cleavagefield parodie Cloverfield, The Bare Wench Project parodie Le Projet Blair Witch et Para-Knockers Activity parodie Paranormal Activity.
En 2009, le document Popatopolis, qu'il réalise sous un pseudonyme, le montre sur le tournage de The Witches of Breastwick et lui donne l'occasion de revenir sur sa carrière et de recueillir les témoignages de ses collaborateurs.
Jim Wynorski a fait tourner des acteurs comme Louis Jourdan, Heather Locklear ou Robert Vaughn mais aussi Traci Lords et les Scream Queens Kelli Maroney ou Monique Gabrielle.

## Filmographie

### comme réalisateur
- 1985 : The Lost Empire
- 1986 : Shopping (Chopping Mall)
- 1987 : Deathstalker II (vidéo)
- 1987 : Super nanas II (en) (Big Bad Mama II) de Jim Wynorski
- 1988 : Le Vampire de l'espace (Not of This Earth)
- 1989 : La Créature du lagon : Le Retour (The Return of Swamp Thing)
- 1990 : Transylvania Twist
- 1990 : Sorority House Massacre II
- 1990 : Hard to Die
- 1990 : The Haunting of Morella
- 1991 : Scream Queen Hot Tub Party (vidéo)
- 1992 : Munchie
- 1992 : 976-EVIL 2: The Astral Factor
- 1993 : Sins of Desire
- 1993 : Little Miss Millions (en)
- 1994 : Munchie Strikes Back
- 1994 : Dinosaur Island
- 1994 : Séduction coupable (Point of Seduction: Body Chemistry III) (vidéo)
- 1994 : Ghoulies 4
- 1995 : Beauté interdite (The Wasp Woman) (TV)
- 1995 : Hard Bounty
- 1995 : Sorceress
- 1995 : Victim of Desire
- 1995 : Body Chemistry 4: Full Exposure (vidéo)
- 1995 : Les Yeux du désir (Virtual Desire)
- 1996 : Vampirella (vidéo)
- 1996 : Demolition High
- 1997 : Against the Law (en)
- 1998 : The Assault
- 1998 : Storm Trooper
- 1998 : Desert Thunder
- 1998 : Opération Pandora (The Pandora Project) (TV)
- 1999 : The Escort III (vidéo)
- 1999 : Mercenaires (Stealth Fighter) (TV)
- 1999 : Terrorisme en haute mer (Final Voyage)
- 2000 : Crash Point Zero (TV)
- 2000 : The Bare Wench Project
- 2000 : Offensive pour un flic (Militia) (TV)
- 2000 : Commando d'élite (Rangers) (vidéo)
- 2001 : The Bare Wench Project 2: Scared Topless (vidéo)
- 2001 : Tempête de feu (Ablaze)
- 2001 : Thy Neighbor's Wife
- 2001 : Raptor (vidéo)
- 2002 : The Bare Wench Project 3: Nymphs of Mystery Mountain (vidéo)
- 2002 : Vent de panique (Gale Force) (vidéo)
- 2002 : Project Viper
- 2003 : Treasure Hunt (vidéo)
- 2003 : More Mercy (vidéo)
- 2003 : Busty Cops (vidéo)
- 2003 : Cheerleader Massacre (vidéo)
- 2003 : Lost Treasure
- 2003 : Bare Wench Project: Uncensored (vidéo)
- 2004 : The Thing Below (vidéo)
- 2004 : L'Île des komodos géants (The Curse of the Komodo)
- 2004 : La Vengeance des gargouilles (Gargoyle) (TV)
- 2005 : Bare Wench: The Final Chapter (TV)
- 2005 : Alabama Jones and the Busty Crusade (vidéo)
- 2005 : Lust Connection (vidéo)
- 2005 : Crash Landing
- 2005 : Péril en altitude (Sub Zero) (vidéo)
- 2005 : Komodo vs Cobra (TV)
- 2005 : The Witches of Breastwick (vidéo)
- 2006 : Busty Cops 2 (vidéo)
- 2006 : Shockwave (A.I. Assault) (TV)
- 2007 : The Breastford Wives (vidéo)
- 2009 : Tim la malice (Lost in the Woods) (TV)
- 2009 : The Devil Wears Nada (téléfilm)
- 2010 : Dinocroc vs. Supergator
- 2010 : The Hills Have Thighs
- 2011 : Sexy Wives Sinsations
- 2013 : Pleasure Spa
- 2013 : Hypnotika
- 2014 : Sexually Bugged!
- 2014 : Water Wars
- 2015 : Shark Babes
- 2015 : Scared Topless
- 2015 : Sharkansas Women Prison's Massacre
- 2015 : Shark Babes
- 2016 : Nessie & Me
- 2016 : A Doggone Christmas
- 2017 : Legend of the Naked Ghost
- 2017 : A Doggone Hollywood
- 2018 : CobraGator

### comme producteur
- 1985 : The Lost Empire
- 1988 : Le Vampire de l'espace (Not of This Earth)
- 1990 : Hard to Die
- 1991 : Scream Queen Hot Tub Party (vidéo)
- 1994 : Dinosaur Island
- 1995 : The Skateboard Kid II
- 1995 : Midnight Tease II
- 1995 : Hard Bounty
- 1995 : Biohazard: The Alien Force (vidéo)
- 1995 : Bikini Drive-In
- 1995 : Les Yeux du désir (Virtual Desire)
- 1996 : Vampirella (vidéo)
- 1996 : Sorceress II: The Temptress
- 1996 : The Assault
- 1996 : Fugitive Rage (vidéo)
- 1996 : Friend of the Family II
- 1997 : Demolition University (vidéo)
- 1998 : Desert Thunder
- 1999 : Sonic Impact (en)
- 1999 : Active Stealth (de)
- 1999 : Storm Catcher
- 1999 : Fugitive Mind (vidéo)
- 1999 : Mercenaires (Stealth Fighter)
- 2000 : Alerte finale (Critical Mass)
- 2000 : Jill the Killer (Jill Rips)
- 2000 : Intrepid
- 2000 : The Bare Wench Project
- 2000 : Agent Destructeur (Agent Red)
- 2000 : Crash dans l'océan (Submerged)
- 2000 : Vice Girls
- 2001 : Kept
- 2001 : The Bare Wench Project 2: Scared Topless (vidéo)
- 2002 : The Bare Wench Project 3: Nymphs of Mystery Mountain (vidéo)
- 2002 : Vent de panique (Gale Force) (vidéo)
- 2002 : Face aux serpents (Venomous)
- 2003 : Busty Cops (vidéo)
- 2004 : The Thing Below (vidéo)
- 2004 : Deep Evil (TV)
- 2004 : La Vengeance des gargouilles (Gargoyle) (TV)
- 2005 : Bare Wench: The Final Chapter (TV)
- 2005 : Lust Connection (vidéo)
- 2005 : The Witches of Breastwick (vidéo)

### comme scénariste
- 1982 : Mutant
- 1982 : Sorceress (en)
- 1983 : Screwballs
- 1985 : The Lost Empire
- 1986 : Shopping (Chopping Mall)
- 1987 : Big Bad Mama II
- 1988 : Le Vampire de l'espace (Not of This Earth)
- 1991 : Scream Queen Hot Tub Party (vidéo)
- 1991 : Dar l'invincible 2 (Beastmaster 2: Through the Portal of Time)
- 1992 : Munchie
- 1992 : Final Embrace
- 1993 : Little Miss Millions (en)
- 1994 : Munchie Strikes Back
- 2000 : The Bare Wench Project
- 2001 : Raptor (vidéo)
- 2002 : The Bare Wench Project 3: Nymphs of Mystery Mountain (vidéo)
- 2003 : Treasure Hunt (vidéo)
- 2004 : La Vengeance des gargouilles (Gargoyle) (TV)
- 2005 : Bare Wench: The Final Chapter (TV)
- 2005 : Lust Connection (vidéo)
- 2005 : Crash Landing
- 2005 : Péril en altitude (Sub Zero) (vidéo)
- 2005 : Komodo vs Cobra (TV)
- 2005 : The Witches of Breastwick (vidéo)
- 2006 : Shockwave (A.I. Assault) (TV)
- 2009 : The Devil Wears Nada (téléfilm)
- 2010 : The Hills Have Thighs

### comme acteur
- 1986 : Shopping (Chopping Mall) (voix des robots)
- 1987 : Deathstalker II (vidéo) : Soldat mourant
- 1989 : Hollywood Boulevard II : The Man Who Does Lunch
- 1990 : Hard to Die : Réalisateur porno
- 1992 : The Bikini Carwash Company : Ralph
- 1993 : Little Miss Millions (en) de Jim Wynorski : Man at Denver Bus Ticket Counter and Radio Voice
- 1993 : Dragon Fire : Night Club M.C
- 1995 : Beauté interdite (The Wasp Woman) (TV) : Homme amical au bar
- 1995 : The Skateboard Kid II : Ivrogne à l'extérieur du bar
- 1995 : Midnight Tease II : Ivrogne au bar
- 1995 : Attack of the 60 Foot Centerfolds : Le type qui n'en croit pas ses yeux
- 1995 : Body Chemistry 4: Full Exposure (vidéo) : Hanging Judge
- 1995 : Bikini Drive-In
- 1996 : Vampirella (vidéo) : Présentateur des infos télévisées
- 1996 : Sorceress II: The Temptress : Agent in Car
- 1996 : Demolition High : Police Sniper
- 1996 : Masseuse : Conducteur du camion de cochons
- 1997 : Carnal Cruise : Capitaine Rockford
- 1997 : Against the Law : Réalisateur de film d'action
- 1997 : Alien Escape : Lester
- 1998 : Storm Trooper : Tannis Corporation Scientist
- 1998 : Desert Thunder : Barman
- 2000 : Vice Girls : Man with Top Popper
- 2001 : Raptor (vidéo) : Man in Sheriff's Station
- 2003 : Treasure Hunt (vidéo) : Jim
- 2003 : Lost Treasure : Pilote d'hélicoptère de police
- 2004 : Gargoyle (vidéo) : Bogdan
- 2005 : Péril en altitude (Sub Zero) (vidéo) : Tracking Station Scientist
- 2006 : Brain Dead : Shérif Bodine

### Autres
- 1990 : Shreck (vidéo) : directeur de la photographie
- 1997 : Stripteaser II : compositeur

## Publications
Jim Wynorski est l'auteur de They Came From Outer Space (1980), un recueil de 12 nouvelles de science-fiction adaptées au cinéma :
| Nouvelle                                 | Auteur           | Adaptation cinématographique            |
| ---------------------------------------- | ---------------- | --------------------------------------- |
| Dr Cyclops                               | Henry Kuttner    | 1940 : Docteur Cyclope                  |
| La Bête d'un autre monde                 | John W. Campbell | 1951 : La Chose d'un autre monde        |
| Farewell To The Master                   | Harry Bates      | 1951 : Le Jour où la Terre s'arrêta     |
| The Fog Horn                             | Ray Bradbury     | 1953 : Le Monstre des temps perdus      |
| Deadly City                              | Ivar Jorgenson   | 1954 : Target Earth                     |
| The Alien Machine                        | Raymond F. Jones | 1955 : Les Survivants de l'infini       |
| The Cosmic Frame                         | Paul W. Fairman  | 1957 : Invasion of the Saucer Men       |
| The Fly                                  | George Langelaan | 1958 : La Mouche noire                  |
| La Septième Victime (The Seventh Victim) | Robert Sheckley  | 1965 : La Dixième Victime               |
| The Sentinel                             | Arthur C. Clarke | 1968 : 2001, l'Odyssée de l'espace      |
| The Racer                                | Ib Melchior      | 1975 : La Course à la mort de l'an 2000 |
| A Boy And His Dog                        | Harlan Ellison   | 1975 : Apocalypse 2024                  |

La couverture du recueil peut être aperçue à plusieurs reprises dans Shopping (1986), le second film réalisé par Jim Wynorski.